# جراگو کون اوراگو
جراگو کون اوراگو (به ایتالیایی: Jerago con Orago) یک کومونه در ایتالیا است که در استان وارزه واقع شده‌است.

## خصوصیات
جراگو کون اوراگو ۴٫۰ کیلومترمربع مساحت و ۵٬۰۰۳ نفر جمعیت دارد.